# Джордж Річмонд
Джордж Річмонд (англ. George Richmond; 28 березня 1809 — 19 березня 1896) — англійський художник, член Арундельського товариства. 

## Біографія
Син живописця-мініатюриста Томаса Річмонда. Його брат також був портретистом. Навчався в школі Королівської академії мистецтв, де познайомився із Семюелем Палмером, з яким дружив усе життя. Коли Річмонду виповнилося шістнадцять, він познайомився з Вільямом Блейком, який значно вплинув на ранню творчість художника.  
Річмонд, Палмер та Едвард Калверт складали ядро гуртка «Стародавні» («The Ancients»), що складався з художників, які пишуть в манері Блейка.  
У 1828 році Річмонд відправився в Париж, щоб вивчати мистецтво й анатомію. 
Після одруження в 1831 році, Річмонд писав переважно портрети, ставши одним з найплідніших портретистів Вікторіанської епохи. 
Річмонд похований на Гайгейтському цвинтарі. 
Батько художника Вільяма Блейка Річмонда, дід морського історика, адмірала Герберта Річмонда. 